# John Jones Ross

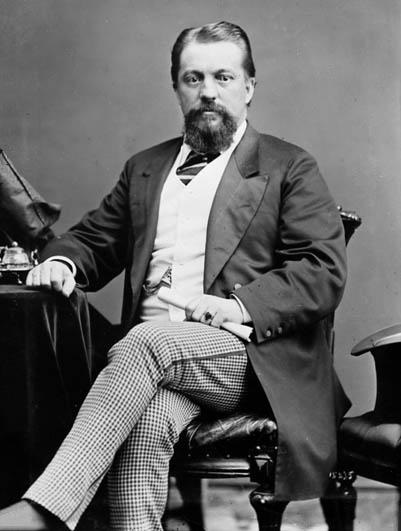
John Jones Ross

John Jones Ross, PC (* 16. August 1831 in Québec; † 4. Mai 1901 in Sainte-Anne-de-la-Pérade) war ein kanadischer Politiker und Arzt. Er war der siebte Premierminister der Provinz Québec und regierte vom 23. Januar 1884 bis zum 25. Januar 1887. Während der Zeit hatte er auch den Vorsitz der Parti conservateur du Québec inne. Von 1867 bis zu seinem Tod gehörte er ununterbrochen dem Legislativrat von Québec an. Parallel dazu war er von 1867 bis 1874 für die Konservative Partei Kanadas Abgeordneter im Unterhaus und ab 1887 Senator.

## Biografie

### Politischer Hintergrund
Der Sohn eines Schotten und einer Frankokanadierin besuchte von 1844 bis 1847 das Petit Séminaire de Québec. Er studierte anschließend Medizin und erhielt 1853 die Approbation. Ross kehrte anschließend in seine Heimat Sainte-Anne-de-la-Pérade zurück, heiratete 1854 Arline Lanouette (die Ehe blieb kinderlos) und war zunächst ein typischer Landarzt, der sich darüber hinaus mit kommunalen Belangen jeglicher Couleur beschäftigte. Dies schloss auch einen Dienst als Chirurg bei den lokalen Milizen und 1865 eine Aufnahme ins Collège des médecins et chirurgiens seiner Provinz ein, in dem er nach seinem dortigen Aufstieg von 1889 bis 1895 den Vorsitz innehaben sollte. Er war auch in einer Gesellschaft und einem Rat zur Landwirtschaft tätig.
Ross wurde 1861 zum ersten Mal für den Wahlkreis Champlain ins Unterhaus der Provinz Kanada gewählt und 1863 darin bestätigt. Hatte er zunächst wegen der vorgeschlagenen erhöhten Verteidigungsausgaben für die Milizen gegen etwaige Angriffe der USA mit der Regierung gebrochen, erneuerte er dennoch nach der Ablehnung dieses Vorschlags dieser gegenüber seine Loyalität. Nach der Formierung des kanadischen Bundesstaates im Jahr 1867 erhielt er ein Doppelmandat für das föderale und provinzielle Unterhaus, verließ jedoch letzteres schon im November, um stattdessen einen Sitz im Legislativrat von Québec anzunehmen, den er bis zu seinem Tod behielt.

### Aufstieg
Die wirtschaftliche Entwicklung seiner Region war in beiden Häusern Ross’ Hauptschwerpunkt. Er förderte das Bankwesen in ländlichen Gebieten und war (was er später mit all seinen Vorgängern als Premier gemein habe sollte) mit dem Ausbau des Schienennetzes beschäftigt, den er als Möglichkeit sah, die Auswanderung von Frankokanadiern zu stoppen, welche ihm genauso viel Sorge bereitete wie dem damaligen Premier Chauveau. Ross nahm dies zum Anlass, 1870 in die North Shore Railway einzusteigen, wo er sich um dieses Anliegen kümmern konnte. War er hier fortschrittlich gesinnt, verblieb er in anderen Gebieten in entschieden konservativer Gesinnung. So sprach sich Ross gegen ein allgemeines Wahlrecht und die geheime Wahl ab, Reformen die von der Liberalen Partei propagiert wurden. Ross’ Ansicht nach sollte das Wahlrecht an ein Mindestmaß an Eigentum gebunden sein. Sein tiefer katholischer Glaube brachte ihn in programmatische Nähe zum ultramontanen Flügel seiner Partei. Ross ursprüngliche Anhängerschaft der Idee gegenüber, innerhalb der Konservativen eine katholische Partei zu gründen, stieß auf erheblichen Widerstand des einstiegen Co-Premiers der Provinz Kanada und anschließend föderalen Abgeordneten und Minister George-Étienne Cartier, worauf Ross seine Unterstützung zurückzog.
Nach der Amtsübernahme des zweiten Premiers Gédéon Ouimet Anfang 1873 wurde Ross zum Sprecher des Legislativrates und damit automatisch Mitglied des Kabinetts. Diese Doppelfunktion brachte mit den gewissen Widerspruch mit sich, im Legislativrat eine eher über Parteiinteressen stehende Rolle als Sprecher innezuhaben und zugleich Mitglied einer konservativen Regierung zu sein. Die Abschaffung des Doppelmandats für das Provinz- und Bundesparlament im Mai 1873 (mit Ausnahme der Senatoren) zwang Ross zur Entscheidung für eines der Parlamente. Konnte er mit der Entscheidung für Québec dem föderalen Pacific-Skandal entgehen, stürzte er jedoch über den Tanneries-Skandal. Ross, der Fehler des Kabinetts eingestand, hielt den Status der Regierung für so beschädigt, dass er im August 1874 zurücktrat. Ouimet folgte bald darauf.
Ein Untersuchungsausschuss unter dem neuen Premier Charles-Eugène Boucher de Boucherville sprach Ross und auch Ouimet von jeder Schuld frei, Boucherville nahm anschließend die Regierungsumbildung im Januar 1876 zum Anlass, ihn wieder auf seinen alten Posten als Sprecher des Legislativrates zu berufen. Die Ablösung Bouchervilles durch den Vizegouverneur Luc Letellier de Saint-Just im März 1878 beraubte Ross allerdings erneut seines Kabinettspostens. Dem neuen liberalen Premier Henri-Gustave Joly de Lotbinière war indes gleichfalls keine lange Regierungszeit vergönnt. Ross koordinierte den Kampf gegen die liberale Regierung zusammen mit Joseph-Adolphe Chapleau, seine Blockadehaltung dem Unterhaus gegenüber führte zu einem Konflikt zwischen beiden Häusern. Nachdem fünf liberale Abgeordnete zu den Konservativen übergetreten waren, hatte er sein Ziel erreicht: Chapleau wurde neuer Premierminister und benannte Ross im Oktober 1879 abermals als Sprecher des Legislativrates.
In der die Konservativen spaltenden Streitfrage, ob die Université Laval mit Sitz in der Stadt Québec weitere Campus in anderen Provinzteilen eröffnen dürfe, nahm Ross eine Gegenposition ein, wurde aber dennoch zum Bevollmächtigten für Landwirtschaft und staatliche Bauvorhaben genannt. Der Verkauf der westlichen Streckenabschnitte der Quebec, Montreal, Ottawa and Occidental Railway an die Canadian Pacific Railway (CPR), der eigentlich sicherstellen sollte, dass die Stadt Québec zum Endbahnhof werden würde, führte jedoch trotz des Wahlsiegs der Konservativen zu einem Riss zwischen Ross und Chapleau. Ross hatte die gesamte Route an die CPR verkaufen wollen, als dann aber die CPR nur den westlichen Abschnitt haben wollte und der östliche Teil an ein Syndikat, das von Chapleaus Schwiegervater Senécal kontrolliert wurde, gehen sollte, war er mit dem Verkauf des östlichen Teils nicht einverstanden. Ross, dessen Einsatz der Wahlsieg von 1881 teilweise zu verdanken war, trat im März 1882 zurück und bekämpfte den Verkauf nun als einfaches Mitglied vom Legislativrat aus. Der Verkauf kam trotzdem zustande, Chapleau wechselte in die Bundesregierung und übergab sein Amt an Joseph-Alfred Mousseau, der im Juli 1882 eine neue Regierung bildete.

### Premierminister Québecs
Mousseau konnte sich in der Folge nicht die Unterstützung des katholischen Flügels der Partei, der gegen den Verkauf gewesen war, sichern, was in dessen Rücktritt mündete. Hector-Louis Langevin, Vorsitzender der föderalen Québecer Konservativen (die Partei war auf Bundesebene aus lokalen Gruppierungen zusammengesetzt) fand in Ross den gewünschten Nachfolger, was Chapleau widerwillig akzeptierte. Ross bildete am 23. Januar 1884 eine Regierung mit Vertretern aller Flügel seiner Partei und behielt seinen Sitz im Legislativrat. Seine nun eingeleitete Politik war auf Ausgabenkürzungen und dem Auffinden neuer Einnahmequellen ausgerichtet. Er setzte auch auf eine Erhöhung von Zuschüssen seitens des Bundes, hatte doch die Québec, Montreal, Ottawa and Occidental Railway seinerseits nichts erhalten, während nun der CPR Zuschüsse bewilligt worden waren. Mit der Drohung, die Zuschüsse an die CPR zu blockieren, gelang Québecer Regierungsmitgliedern eine Kursänderung in den staatlichen Zuwendungen zugunsten Québecs.
Im Frühling 1884 schlug Ross zur Kostensenkung vor, die normalen öffentlichen Schulen in die collèges classiques einzugliedern. Diese spezifisch Québecer Schulform, die zu dieser Zeit der einzige Weg zum Universitätsstudium war und bis 1908 Jungen vorbehalten sein sollte, war im Gegensatz zu den normalen Schulen über Schulgelder finanziert. Trotz der Sympathien katholischer Kirchenkreise, denen die normalen Schulen zu liberal waren, konnte dieses Ansinnen nicht gegen die konfessionell getrennten Schulräte und dem eher moderat gesinnten Erzbischof Elzéar-Alexandre Taschereau durchgesetzt werden. Seiner religiösen Einstellung folgend, setzte sich Ross auch für andere Belange des konservativen Flügels der katholischen Kirche ein. Schließlich kam es jedoch zu einer Entfremdung zwischen diesem und Ross. Die Stärkung des staatlichen Einflusses auf Nervenheilanstalten und seine Weigerung, nach der Nordwest-Rebellion, die zur Hinrichtung des Anführers Louis Riel führten, sich gegen die Bundesregierung zu stellen und für die Rebellion anstiftende Minderheit der Métis einzutreten, führten zu dieser Entfremdung.
Ross konnte sich die Riel-Affäre in der auslaufenden Legislaturperiode nicht vom Hals schaffen, sondern musste zu Anfang der neuen seine Position erneut vertreten, dass die Achtung der Bundesbefugnisse notwendig sei, damit umgekehrt die der Provinzen garantiert blieben. Nacheinander mit Unterstützung der katholischen Konservativen eingebrachte Anträge der Liberalen, ein offizielles Bedauern über Riels Hinrichtung auszusprechen bzw. die Provinzregierung für ihre Teilnahmslosigkeit zu verurteilen, wurden abgelehnt. Für die für den Oktober 1886 angesetzte Provinzwahl musste Ross nun auf die Hilfe der föderalen Konservativen setzen; in dieser Wahl verschob sich anschließend das Gewicht innerhalb der Konservativen zu seinen Gegnern hin. Wissend, dass seine Tage gezählt waren, blieb Ross auf Druck von Ottawa noch eine Weile Premier, um einen konsensfähigen Nachfolger zu finden und damit die Liberalen unter Honoré Mercier nicht schon vor der Bundeswahl an die Provinzregierung kommen zu lassen. Am 25. Januar 1887 trat Louis-Olivier Taillon Ross’ Nachfolge an. Doch auch Taillon konnte die Partei nicht hinter sich vereinen, seine Amtszeit währte nur wenige Tage (er sollte allerdings später noch eine 3½ Jahre währende zweite erhalten), denn die Wahl ging zugunsten der Liberalen aus und machten Mercier zum neuen Premier.

### Senator in Ottawa
Der kanadische Premierminister John Macdonald ernannte Ross im April 1887 zum Senator. In beiden Oberhäusern setzte er sich weiterhin für Québecer Belange ein. So schlug er vor, einen regelmäßigen Dampfschiffbetrieb zwischen Québec und Frankreich einzurichten. Im September 1891 wurde er von Macdonalds Nachfolger John Abbott zum Speaker des Senats ernannt, was er bis zur Niederlage der Konservativen bei der Unterhauswahl 1896 blieb. In der Manitoba-Schulfrage, wo den Katholiken in Manitoba eigene Schule verweigert wurden, blieb Ross ebenso hartnäckig wie erfolglos. Er wurde für seinen Einsatz immerhin Minister ohne Geschäftsbereich unter der kurzlebigen Regierung von Charles Tupper, nach der Amtsnachfolge durch Wilfrid Laurier rüttelte dieser nicht an dem einheitlichen System, woran auch durch ein von Ross und anderen Konservativen initiiertes Schreiben an den päpstlichen Legaten nichts mehr änderte. In seiner Heimat trug Ross allerdings mit seiner Stimme im Senat zur Ablehnung eines Gesetzesentwurfs der Liberalen zur Wiedergründung eines Bildungsministerium bei, der die alleinige Zuständigkeit der konfessionell zweigeteilten Schulräte für das Schulwesen beendet hätte (dies geschah erst 1998).
Zum Jahrhundertwechsel verschlechterte sich Ross’ Gesundheitszustand. Er starb einige Wochen nach seiner Frau im Jahr 1901.